# Zerrenthin
Zerrenthin – miejscowość i gmina w Niemczech w kraju związkowym Meklemburgia-Pomorze Przednie, w powiecie Vorpommern-Greifswald, wchodzi w skład Związku Gmin Uecker-Randow-Tal.
Przez teren gminy przebiega droga krajowa B104.

## Toponimia
Nazwa poświadczona źródłowo w formie Sarnotino (1216), Cerntin (1283), Cernetin (1321), Cernetzyn (1375), Czerentin (1472), Zerenthin (1570). Pierwotna połabska odosobowa nazwa *Čarnotin(o) znaczy tyle co „gród Čarnoty”.